# Kabinetten Curaçao
In Curaçao zijn sinds 2010 tien kabinetten aangetreden, onder voorzitterschap van in totaal acht verschillende ministers-presidenten.

## Overzicht
Tenzij anders aangegeven, levert de eerst vermelde en grootste partij de minister-president. In het aantal dagen is de demissionaire periode inbegrepen.
| Nr. | Kabinet     | Minister-president           | Partijen                                          | Verkiezingen    | Aantreden         | Demissionair     | Reden                                                         | Aftreden          | Regeerakkoord                                                                                  |
| --- | ----------- | ---------------------------- | ------------------------------------------------- | --------------- | ----------------- | ---------------- | ------------------------------------------------------------- | ----------------- | ---------------------------------------------------------------------------------------------- |
| 1.  | Schotte     | Gerrit Schotte (MFK)         | MFK, MAN, PS                                      | 2010            | 10 oktober 2010   | 2 augustus 2012  | Politieke crisis Curaçao                                      | 30 september 2012 | Pa un Kòrsou soberano, solidario i sostenibel Voor een soeverein, solidair en duurzaam Curaçao |
| 2.  | Betrian     | Stanley Betrian (partijloos) |                                                   | interim-kabinet | 30 september 2012 | 31 december 2012 |                                                               | 31 december 2012  | Enfoka riba pas, trankilidat i prosperidat (2012-2016)                                         |
| 3.  | Hodge       | Daniel Hodge (partijloos)    |                                                   | zakenkabinet    | 31 december 2012  | 27 maart 2013    |                                                               | 7 juni 2013       | Enfoka riba pas, trankilidat i prosperidat (2012-2016)                                         |
| 4.  | Asjes       | Ivar Asjes (PS)              | PS, PAIS, PNP, Groep-Sulvaran                     | 2012            | 7 juni 2013       | 31 augustus 2015 | PS zegde vertrouwen op in Asjes                               | 31 augustus 2015  | Speransa i Konfiansa Hoop en Vertrouwen (2013-2016)                                            |
| 5.  | Whiteman I  | Ben Whiteman (PS)            | PS, PAIS, PNP, Groep-Sulvaran                     |                 | 31 augustus 2015  | 9 november 2015  | Meerderheid kwijt                                             | 30 november 2015  | Speransa i Konfiansa Hoop en Vertrouwen (2013-2016)                                            |
| 6.  | Whiteman II | Ben Whiteman (PS)            | PS, PAIS, PNP, PAR, Groep-Sulvaran                |                 | 30 november 2015  | 1 november 2016  | Aflopen zittingstermijn van de Staten                         | 23 december 2016  | Speransa i Konfiansa Hoop en Vertrouwen (2013-2016)                                            |
| 7.  | Koeiman     | Hensley Koeiman (MAN)        | MAN (4), PAR (4), PNP (2), PS (2)                 | 2016            | 23 december 2016  | 12 februari 2017 | Intrekken steun door PS, waardoor kabinet meerderheid verloor | 24 maart 2017     | Dignidat Humano ta Sentral (2016-2020)                                                         |
| 8.  | Pisas       | Gilmar Pisas (MFK)           | MFK (5), KdnT (2), PS (1), MP (1), partijloos (2) | interim-kabinet | 24 maart 2017     | 28 april 2017    | Verkiezingen                                                  | 29 mei 2017       | -                                                                                              |
| 9.  | Rhuggenaath | Eugene Rhuggenaath (PAR)     | PAR (6), MAN (5), PIN (1)                         | 2017            | 29 mei 2017       | 18 maart 2021    | Verkiezingen                                                  | 14 juni 2021      |                                                                                                |
| 10. | Pisas II    | Gilmar Pisas (MFK)           | MFK (9), PNP (4)                                  | 2021            | 14 juni 2021      | 2 augustus 2024  | Opzeggen vertrouwen in PNP door MFK                           | 9 juni 2025       |                                                                                                |
| 11. | Pisas III   | Gilmar Pisas (MFK)           | MFK (13)                                          | 2025            | 9 juni 2025       |                  |                                                               |                   |                                                                                                |

Schotte ·
Betrian ·
Hodge ·
Asjes ·
Whiteman I ·
Whiteman II ·
Koeiman ·
Pisas I ·
Rhuggenaath ·
Pisas II ·
Pisas III
Raad van ministers van het Koninkrijk der Nederlanden

Nederland (1848-heden) ·
Aruba (1986-heden) ·
Curaçao (2010-heden) ·
Sint Maarten (2010-heden)

Voormalige landen in het Koninkrijk:

Nederlandse Antillen (1949-2010) ·
Suriname (1949-1975)